# Sorbitanmonooleat
Sorbitanmonooleat ist ein Sorbitanfettsäureester, ein Ester von Sorbit bzw. von 1,4-Sorbitanhydrid (kurz Sorbitan) mit einer Fettsäure, hauptsächlich Ölsäure, Linolsäure und Palmitinsäure. Es wird in der Lebensmittelindustrie und für pharmazeutische und kosmetische Präparate als Emulgator verwendet. Es ist in der EU unter der Nummer E 494 als Lebensmittelzusatzstoff für bestimmte Lebensmittel (unter anderem verschiedene Backwaren, Speiseeis, Desserts und Zuckerzeug und Getränkeweißer) zugelassen. Die erlaubte Tagesdosis beträgt 5 mg/kg Körpergewicht und Tag. Zudem wird es in der Forensik zur Extraktion von Explosivstoffen verwendet, um diese mittels Gaschromatographie mit Massenspektrometrie-Kopplung zu identifizieren.

## Eigenschaften
Pharmazeutisch verwendetes Sorbitanmonooleat ist ein Gemisch, das im Allgemeinen durch Veresterung von Sorbitol und/oder seiner Mono- und Dianhydride mit Ölsäure im molaren Verhältnis 1:1 gewonnen wird. In der Fettsäurenfraktion beträgt der Gehalt an Ölsäure 65,0 bis 88,0 %. Ferner enthalten sind Linolsäure (maximal 18,0 %), Palmitinsäure (maximal 16,0 %), Palmitoleinsäure (maximal 8,0 %), Stearinsäure (maximal 6,0 %), Myristinsäure (maximal 5,0 %), Linolensäure (maximal 4,0 %) und Fettsäuren mit einer Kettenlänge über 18 C-Atomen (maximal 4,0 %). Pharmazeutisches Sorbitanmonooleat ist eine bräunlich gelbe, viskose Flüssigkeit mit einer relativen Dichte von etwa 0,99 und praktisch unlöslich, jedoch dispergierbar in Wasser. Es ist löslich in fetten Ölen unter Bildung einer trüben Lösung und mischbar mit Ethanol 96 %. Die Säurezahl beträgt höchstens 8,0 und die Hydroxylzahl 190 bis 210. Der HLB-Wert beträgt 4,3.